# 1135
1135 (MCXXXV) var ett normalår som började en tisdag i den julianska kalendern.

## Händelser

### Januari
- 7 januari – Den ene av de stridande norska kungarna, Magnus Sigurdsson, blir avsatt och lemlästad av sin rival Harald Gille, som därmed blir ensam kung av Norge.

### Juni
- 5 juni – Rikissa av Polen äktar den ryske fursten Volodar av Minsk.

### December
- 22 december – Sedan Henrik I har avlidit tre veckor tidigare efterträds han som kung av England av sin systerson Stefan av Blois. Därmed förbigås Henriks dotter Matilda, som egentligen är utsedd till hans tronföljare. Hon kommer dock att i flera år kämpa med Stefan om makten över England, vilket utlöser inbördeskrig, The Anarchy.

### Okänt datum
- Den västgötske lagmannen Karl Sunesson (Karl av Edsvära) sluter förbund med den norske kungen Harald Gille om gränsdragningen mellan Götaland och Norge.

## Födda
- 30 mars – Maimonides, judisk filosof.
- Sigurd Munn, kung av Norge 1136–1155.
- Inge Krokrygg, kung av Norge 1136–1161 (möjligen även född föregående år).

## Avlidna
- 1 december – Henrik I, kung av England sedan 1100.
- Elvira av Kastilien, siciliansk drottning.